# Amphoe Krasae Sin
Amphoe Krasae Sin (thailändisch อำเภอ กระแสสินธุ์) ist ein  Landkreis (Amphoe – Verwaltungs-Distrikt) im Norden der Provinz Songkhla. Die Provinz Songkhla liegt in der Südregion von Thailand an der Küste zum Golf von Thailand.

## Geographie
Benachbarte Distrikte und Gebiete (von Süden im Uhrzeigersinn): Amphoe Sathing Phra in der Provinz Songkhla, Amphoe Pak Phayun, Bang Kaeo, Khao Chaison und Mueang Phatthalung in der Provinz Phatthalung sowie Amphoe Ranot wieder in Songkhla. 
Der westliche Teil des Landkreises sind die Ufer des Thale Luang und des Thale Noi, der nördliche Teil des Songkhla-Sees.

## Geschichte
Am 16. Februar 1978 wurde Krasae Sin zunächst als Unterbezirk (King Amphoe) eingerichtet, indem die drei Tambon Choeng Sae, Ko Yai und Rong vom Amphoe Ranot abgetrennt wurden. 
Am 4. Juli 1994 wurde Krasae Sin zum Amphoe heraufgestuft.

## Verwaltung

### Provinzverwaltung
Amphoe Krasae Sin ist in vier Unterbezirke (Tambon) eingeteilt, welche weiter in 22 Dorfgemeinschaften (Muban) unterteilt sind.
| Nr. | Name       | Thai     | Muban | Einwohner |
| --- | ---------- | -------- | ----- | --------- |
| 1.  | Ko Yai     | เกาะใหญ่  | 9     | 6.781     |
| 2.  | Rong       | โรง      | 5     | 2.753     |
| 3.  | Choeng Sae | เชิงแส    | 4     | 2.953     |
| 4.  | Krasae Sin | กระแสสินธุ์ | 4     | 3.011     |

### Lokalverwaltung
Es gibt zwei Kleinstädte (Thesaban Tambon) im Landkreis:
- Krasae Sin (เทศบาลตำบลกระแสสินธุ์) besteht aus dem gesamten Tambon Krasae Sin.
- Choeng Sae (เทศบาลตำบลเชิงแส) besteht aus dem gesamten Tambon Choeng Sae.

Die beiden anderen Tambon Ko Yai und Rong werden jeweils von einer „Tambon-Verwaltungsorganisationen“ (TAO, องค์การบริหารส่วนตำบล) verwaltet.